# 鄭文華
鄭文華（Cheng Man Wah ，1957年—2022年12月），香港及台灣著名電視劇、電影編劇。

## 簡歷
鄭文華於1980年至1986年在麗的電視及其後的亞洲電視任職編劇及編審。離開亞洲電視後到威禾電影公司任職。1989年到台灣發展任職中視，因與主管發生衝突而被封殺而回香港發展，其後再赴台灣。2000年代曾是三立電視台創作中心總監。
從2001年起以三立台灣台「台灣三部曲」即《台灣阿誠》、《台灣霹靂火》、《台灣龍捲風》帶動台灣本土劇的辛辣熱潮，成為金牌編劇。
2004年12月8日，鄭文華在聯合報系免費報紙《可樂新聞》的專欄諷刺，民間全民電視公司本土劇演員有命賺錢卻不一定有命花錢，三立電視本土劇演員卻可以周休一日泡溫泉；同月9日，民視常務董事陳剛信不願回應，輕描淡寫地說，「他講他的，我做我的；如果（他）講錯話，我就告他」。
2008年，鄭文華為台灣電影《海角七號》翻譯粵語字幕。
2022年12月因為咽喉癌離世，享壽65歲，長眠於慈恩園。

## 編劇作品

### 電視劇 (麗的電視/亞洲電視)
- 1980年：人在江湖 (劇本統籌/編劇)
- 1980年：太極張三豐
- 1981年：浴血太平山
- 1981年：IQ成熟時
- 1981年：再會太平山
- 1981年：天使危機
- 1981年：大俠霍元甲
- 1981年：蕩寇誌
- 1982年：陳真
- 1982年：大將軍
- 1982年：天堂有路
- 1982年：凹凸神探
- 1982年：風塵三奇俠
- 1982年：烽火情仇
- 1982年：雄霸天下
- 1983年：鹹魚豆腐白菜仔 (故事)
- 1983年：再向虎山行
- 1983年：劍仙李白
- 1983年：鐵膽英雄
- 1983年：橄欖樹
- 1984年：琴劍恩仇 (故事)
- 1984年：四大名捕 (故事)
- 1984年：十二金牌 (故事/編劇)
- 1985年：八仙過海
- 1985年：戰神
- 1985年：四大名捕重出江湖
- 1985年：住家男人
- 1985年：十兄弟
- 1985年：局中局
- 1986年：神燈
- 1986年：哪吒
- 1986年：柔情點三八

### 電視劇 (台灣)
- 1990年：台視《今天不看病》
- 1991年：《歡樂英雄》[5]
- 1992年：中視《財神爺報到》
- 1995年：中視《今夜作夢也會笑》
- 1997年：中視《布袋和尚》
- 2001年：三立台灣台《台灣阿誠》
- 2002年：三立台灣台《台灣霹靂火》
- 2003年：華視、三立都會台《千金百分百》
- 2004-2005年：三立台灣台《台灣龍捲風》
- 2005-2006年：三立台灣台《金色摩天輪》 (統籌)

### 電影
- 1983年：魔胎
- 1990年：監獄不設防
- 1991年：妖魔道
- 1992年：羞羞鬼
- 1992年：驅魔道長
- 1993年：報仇
- 1993年：菩提幽魂
- 1994年：21紅色名單
- 1999年：惡夜
- 1999年：最後邊緣人

## 戲劇演出
- 2008年：中視《光陰的故事》 (客串演出)[6]

## 外部連結
- 鄭文華在香港影庫上的簡介
- 鄭文華在互联网电影资料库（IMDb）上的資料（英文）